# Julius Weise
Julius Weise (6 de junio de 1844 en Lubsko – 25 de febrero de 1925 en el distrito de Malinnik (en la época prusiana Herischdorf, Bad Warmbrunn) en Jelenia Góra)) fue un entomólogo alemán.

## Biografía
Julius Weise se especializó y era una autoridad en el campo de los escarabajos. Dentro de estos estudió especialmente la familia de los Chrysomelidae (escarabajos de hoja) y los Coccinellidae (Mariquita).
Publicó gran cantidad de trabajos, en los cuales incluía algunos descubrimientos y descripciones sobre especies de escarabajos no conocidas con antelación, como Stethorus punctillum (escarabajo pelotero negro) y el Cryphalus saltuarius (escarabajo de la corteza).
Su importante colección de Chrysomelidae, Coccinellidae, Staphylinidae y Carabidae forma parte de la colección del Museo de Historia Natural de Berlín. La parte de su colección correspondiente a los Curculionidae y los Scolytidae se encuentran en el Museo Senckenberg de Fráncfort del Meno.
Uno de los dos subgéneros de familias de mariquita conocidos hoy en día recibió su nombre en su honor (Microweisea).

## Publicaciones
- Chrysomelidae (ediciones entre 1881 y 1888) en Historia Natural de los insectos de Alemania: los coleópteros.